# Twthill
Twthill är ett slott i Storbritannien.   Det ligger i kommunen Denbighshire och riksdelen Wales, i den södra delen av landet, 300 km nordväst om huvudstaden London. Twthill ligger 11 meter över havet.
Terrängen runt Twthill är kuperad söderut, men norrut är den platt. Havet är nära Twthill åt nordväst. Runt Twthill är det ganska tätbefolkat, med 60 invånare per kvadratkilometer. Närmaste större samhälle är Colwyn Bay, 17,6 km väster om Twthill. Trakten runt Twthill består i huvudsak av gräsmarker.